# Amphoe Soi Dao
Amphoe Soi Dao (Thai: อำเภอ สอยดาว) ist ein Landkreis (Amphoe – Verwaltungs-Distrikt) im Norden der Provinz Chanthaburi. Die Provinz Chanthaburi liegt im Osten der Zentralregion von Thailand. 

## Geographie
Die benachbarten Amphoe sind im Uhrzeigersinn von Süden aus: Amphoe Pong Nam Ron, Khao Khitchakut und  Kaeng Hang Maeo der Provinz Chanthaburi, sowie die Amphoe Wang Sombun und Khlong Hat der Provinz Sa Kaeo. Im Osten liegt die Provinz Battambang von Kambodscha.

## Geschichte
Amphoe Soi Dao wurde am 1. Januar 1988 zunächst als „Zweigkreis“ (King Amphoe) eingerichtet, indem fünf Tambon von Pong Nam Ron abgetrennt wurden.
Soi Dao bekam am 9. Mai 1992 den vollen Amphoe-Status.

## Sehenswürdigkeiten
Im Landkreis liegt das Wildschutzgebiet Khao Soi Dao (สัตว์ป่าเขาสอยดาว), einer 745 km² großen Parkanlage mit 85 % Regenwald. Die bekannteste Attraktion darin ist der Khao-Soi-Dao-Wasserfall (น้ำตกเขาสอยดาว).

## Verwaltung

### Provinzverwaltung
Der Landkreis Soi Dao ist in fünf Tambon („Unterbezirke“ oder „Gemeinden“) eingeteilt, die sich weiter in 70 Muban („Dörfer“) unterteilen.
| Nr. | Name         | Thai    | Muban | Einw.  |
| --- | ------------ | ------- | ----- | ------ |
| 01. | Pa Tong      | ปะตง    | 11    | 15.393 |
| 02. | Thung Khanan | ทุ่งขนาน  | 16    | 10.692 |
| 03. | Thap Chang   | ทับช้าง   | 18    | 16.123 |
| 04. | Sai Khao     | ทรายขาว | 13    | 13.096 |
| 05. | Saton        | สะตอน   | 12    | 09.310 |

### Lokalverwaltung
Es gibt zwei Kommunen mit „Kleinstadt“-Status (Thesaban Tambon) im Landkreis:
- Sai Khao (Thai: เทศบาลตำบลทรายขาว) bestehend aus den Teilen der Tambon Pa Tong, Sai Khao.
- Thap Chang (Thai: เทศบาลตำบลทับช้าง) bestehend aus dem kompletten Tambon Thap Chang.

Außerdem gibt es vier „Tambon-Verwaltungsorganisationen“ (องค์การบริหารส่วนตำบล – Tambon Administrative Organizations, TAO)
- Pa Tong (Thai: องค์การบริหารส่วนตำบลปะตง) bestehend aus Teilen des Tambon Pa Tong.
- Thung Khanan (Thai: องค์การบริหารส่วนตำบลทุ่งขนาน) bestehend aus dem kompletten Tambon Thung Khanan.
- Sai Khao (Thai: องค์การบริหารส่วนตำบลทรายขาว) bestehend aus Teilen des Tambon Sai Khao.
- Saton (Thai: องค์การบริหารส่วนตำบลสะตอน) bestehend aus dem kompletten Tambon Saton.